# مارلين بورنس
مارلين بورنس (بالإنجليزية: Marilyn Burns)‏ هي ممثلة أمريكية، ولدت في 5 يوليو 1950 في الولايات المتحدة، وتوفيت في 5 أغسطس 2014 بهيوستن في الولايات المتحدة بسبب نوبة قلبية. بدأت مشوارها المهني سنة 1974.

## أعمال

### أفلام
- (1974) مجزرة منشار تكساس[5][6]
- (1994)  الجيل الجديد
- (2013) منشار تكساس 3 دي[7]

## وصلات خارجية
- مارلين بورنس على موقع IMDb (الإنجليزية)
- مارلين بورنس على موقع ألو سيني (الفرنسية)
- مارلين بورنس على موقع أول موفي (الإنجليزية)
- مارلين بورنس على موقع قاعدة بيانات الأفلام السويدية (السويدية)
- مارلين بورنس على موقع قاعدة بيانات الفيلم (الإنجليزية)
- مارلين بورنس على موقع كينوبويسك (الروسية)